# Sydserf House

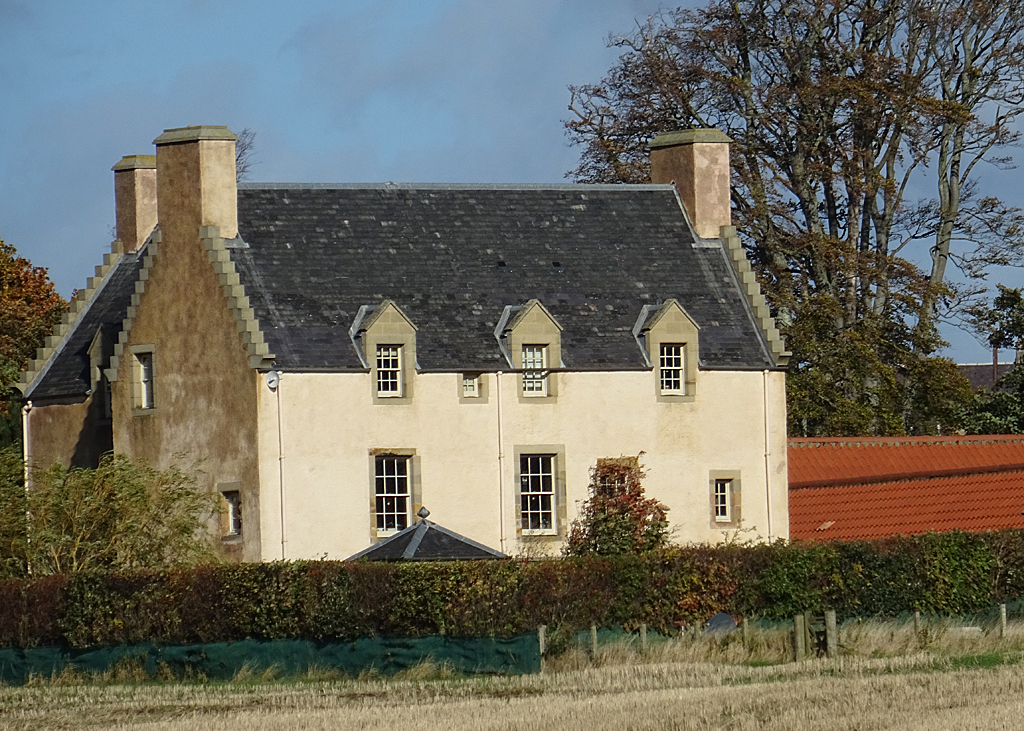
Sydserf House

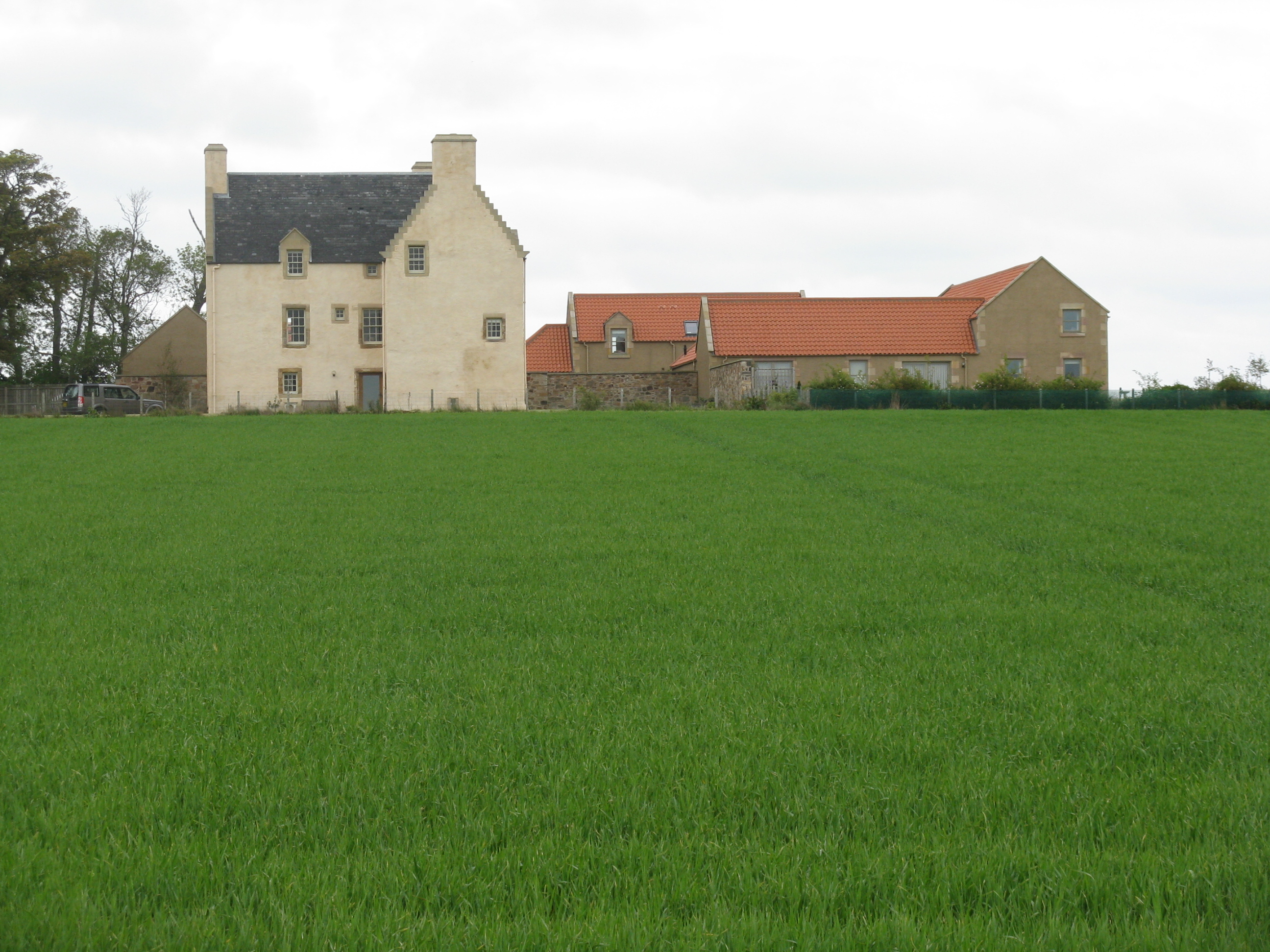
Seitenansicht

Sydserf House ist ein Herrenhaus nahe dem schottischen Weiler Kingston in der Council Area East Lothian. 1989 wurde das Gebäude in die schottischen Denkmallisten in der höchsten Kategorie A aufgenommen.

## Geschichte
Die Denkmalschutzbehörden datieren Sydserf House auf das 17. Jahrhundert. Ein früherer Bauzeitraum erscheint eher unwahrscheinlich. Im späten 15. Jahrhundert gelangte das Anwesen in den Besitz der Familie Sydserff und diente als Familiensitz. Dies würde auf ein Vorgängerbauwerk am Standort hindeuten. Nach dem Aussterben der Familie um 1700 gingen die Ländereien an die Familie Aitchison über. Im späten 18. Jahrhundert erwarb dann die Familie Wadell das Anwesen. Im frühen 19. Jahrhundert diente Sydserf House zur Unterbringung von Landarbeitern. Später verheerte ein Brand den Innenraum. In den 2000er Jahren wurden Restaurierungsmaßnahmen begonnen.

## Beschreibung
Sydserf House liegt isoliert abseits der B1347 wenige hundert Meter südlich von Kingston. Das zweistöckige ehemalige Wohnhaus eines Lairds weist einen unsymmetrisch T-förmigen Grundriss auf. Ein Eingang befindet sich im Gebäudeinnenwinkel an der Ostseite. Am gegenüberliegenden Innenwinkel ist ein weiterer Eingang mit Vortreppe installiert. Diese stammt wahrscheinlich aus dem 19. Jahrhundert. Das aus Bruchstein bestehende Mauerwerk war einst mit Harl verputzt. Die giebelständigen Kamine wurden wahrscheinlich im Laufe des 19. Jahrhunderts erneuert. An der Ostseite grenzen moderne landwirtschaftliche Gebäude an.